# Джеммер, Макс
Макс (Моше́) Джеммер (или Яммер, ивр. משה ימר‎, нем. Max Jammer, 13 апреля 1915, Берлин — 18 декабря 2010, Иерусалим) — израильский физик и историк науки.
Учился в Венском университете, затем (с 1935 года) в Еврейском университете, где получил учёную степень по экспериментальной физике (1942). Затем он участвовал в войне в составе британской армии. По окончании войны вернулся в Еврейский университет преподавателем истории и философии науки. С 1952 года работал в ряде университетов США (Гарвард, Принстон, Бостон, Университет Оклахомы). В эти годы он близко познакомился с Эйнштейном, который высоко оценил исторические труды Джеммера и написал предисловие к его первой монографии «Понятие пространства. История теорий пространства в физике» (1954).
В 1956 году Джеммер вернулся в Израиль и возглавил факультет физики в Университете Бар-Илана (Рамат-Ган); позже он был там избран президентом и ректором. Участвовал в создании Института философии науки при Тель-Авивском университете. Состоял приглашённым профессором (англ. visiting professor) в нескольких учебных заведениях Европы, США и Канады, в том числе:
- Швейцарская высшая техническая школа Цюриха
- Гёттингенский университет
- Институт Анри Пуанкаре (фр. Institut Henri Poincaré)
- Колумбийский университет

## Премии и награды
- 1984 — Премия Израиля за вклад в изучение истории науки
- 2002 — премия ЭМЕТ
- 2007 — Премия Абрахама Пайса в области истории физики

## Основные труды
- Concepts of Space: The History of Theories of Space in Physics (Понятие пространства. История теорий пространства в физике). Cambridge (Mass): Harvard University Press, 1954; New York: Harper, 1960; 2nd ed: Cambridge: Harvard U.P., 1969; 3rd ed: New York: Dover, 1993. ISBN 0-486-27119-6. (Foreword by Albert Einstein)
- Concepts of Force: A Study in the Foundations of Dynamics (Понятие силы. Исследование оснований динамики). Cambridge (Mass): Harvard U. P., 1957 New York: Harper, 1962 New York: Dover, 1999. ISBN 0-486-40689-X
- Concepts of Mass in Classical and Modern Physics (Понятие массы в классической и современной физике). Cambridge (Mass): Harvard U.P., 1961 New York: Harper, 1964 New York: Dover, 1997. ISBN 0-486-29998-8
- The Factorisation of Energy. British Journal for the Philosophy of Science № 14 (54), 1963.
- The Conceptual Development of Quantum Mechanics (Концептуальное развитие квантовой механики). New York: McGraw-Hill, 1966; 2nd ed: New York: American Institute of Physics, 1989. ISBN 0-88318-617-9
- The Philosophy of Quantum Mechanics: The Interpretations of Quantum Mechanics in Historical Perspective (Философия квантовой механики. Интерпретации квантовой механики в исторической перспективе). New York: Wiley-Interscience, 1974. ISBN 0-471-43958-4
- Werner Heisenberg (1901—1976) (Некролог Вернера Гейзенберга). Journal for General Philosophy of Science № 7 (1), 1976.
- Einstein and Religion: Physics and Theology (Эйнштейн и религия. Физика и теология). Princeton, N. J.: Princeton University Press, 1999. ISBN 0-691-10297-X
- Concepts of Mass in Contemporary Physics and Philosophy (Понятие массы в современной физике и философии). Princeton, N. J.: Princeton U. P., 1999. ISBN 0-691-01017-X
- Concepts of Simultaneity: From Antiquity to Einstein and Beyond (Понятие одновременности. От античности до Эйнштейна и далее). Baltimore: Johns Hopkins U. P., 2006. ISBN 0-8018-8422-5

### Переводы на русский язык
- Джеммер М. Понятие массы в классической и современной физике. — М.: Прогресс, 1967. (Переиздание: Едиториал УРСС, 2003, ISBN 5-354-00363-6)
- Джеммер М. Эволюция понятий квантовой механики. — М.: Наука, 1985, 379 с.